# Руски футуризам
Руски футуризам је шири појам за покрет руских песника и уметника који су усвојили становишта „Манифеста футуризма“ Филипа Маринетија, који подржавају одбацивање прошлости и слављење брзине, машинерије, насиља, младости, индустрије., уништавање академија, музеја; такође се залагала за модернизацију и културно подмлађивање.
Руски футуризам је почео отприлике почетком 1910-их; 1912. године, годину дана након што је Его-футуризам почео, књижевна група „Хилеа“ — која се такође пише  „Гилеа“ — издала је манифест Шамар у лице јавног укуса. Покрет из 1912. првобитно се звао кубо-футуризам, али се овај израз сада користи за означавање стила настале уметности. Руски футуризам се завршио убрзо након руске револуције 1917. године, након које су бивши руски футуристи или напустили земљу, или су узели учешћа у новим уметничким покретима.
Значајни руски футуристи су били Наталиа Гончарова, Михаил Ларионов, Давид Бурлиук, Казимир Малевич, Владимир Мајаковски и Велимир Хлебников.

## Стил
Манифест је славио „лепоту брзине“ и машину као нову естетику. На уметничке форме је у великој мери утицао руски футуристички покрет у Русији, а његови утицаји су се видели у биоскопу, књижевности, типографији, политици и пропаганди. Руски футуристички покрет доживео је пропаст почетком 1920-их.

## Име
У почетку је термин „футуризам“ био проблематичан, јер их је превише подсећао на њихове ривале у Италији; међутим, 1911. са радом је отпочела група Его-футуриста. Ово је била прва група руског футуризма која је себе назвала „футуристи“; убрзо након тога, многи други футуристи су такође почели да користе овај термин.

## Порекло
За најзначајнију групу руског футуризма може се рећи да је настала у децембру 1912. године, када је московска књижевна група Хилаеа (рус. Гилея) (инициран 1910. од стране Давида Бурљука и његове браће на свом имању у близини Херсона, а убрзо су им се придружили Василиј Каменски и Велимир Хлебников, са Алексејем Кручених и Владимиром Мајаковским 1911.) издао је манифест под називом Шамар у лице јавног укуса (рус. Посечина обсественному вкусу). Руски футуристички манифест дели сличне идеје као и Маринетијев манифест, идеје као што је одбацивање старе литературе и фокусирање на ново и неочекивано.
Поред поменутих аутора, у групи су били уметници Михаил Ларионов, Наталија Гончарова, Казимир Малевич и Олга Розанова.
Иако се Хилаеа генерално сматра најутицајнијом групом руског футуризма, друге групе су формиране у Санкт Петербургу ( Его-футуристи Игора Северјањина), Москви (Центрифуга, са Борисом Пастернаком и другим члановима), Кијеву, Харкову и Одеси . Док су се многе уметничке форме и уметници окупили да би створили „руски футуризам“, Дејвид Бурљук (рођен 1882, Украјина) је заслужан за објављивање авангардног покрета и ширење његове славе у Европи и Сједињеним Државама. Бурљук је био руски песник, критичар и издавач који је централизовао руски покрет. Иако је његов допринос уметности био мањи од његових вршњака, он је био први који је открио многе талентоване песнике и уметнике повезане са покретом. Бурљук је први објавио Велимира Хлебникова и прославио футуристичку поезију Владимира Мајаковског. Руски футуризам је такође усвојио идеје из „француског кубизма“ који је сковао назив „кубо-футуристи“ који је дао уметнички критичар 1913. Кубо-футуризам је усвојио идеје из италијанског футуризма и француског кубизма како би створио сопствени комбиновани стил визуелне уметности. Наглашавала је распад форми, употребу различитих гледишта, пресецање просторних равни и контраст боје и текстуре. Фокус је био да се покаже суштинска вредност слике, а да она не зависи од нарације.

## Модерност
Као и италијански футуристи, руски футуристи су били фасцинирани динамиком, брзином и немиром модерних машина и урбаног живота. Намерно су настојали да изазову контроверзу и да стекну публицитет одбацивањем статичне уметности прошлости. Људи попут Пушкина и Достојевског, према Шамар јавном укусу, требало би да буду „пребачени са пароброда модерности“. Они нису признавали никаква овлашћења; чак је и Филипа Томаза Маринетија, када је стигао у Русију у прозелитску посету 1914. године, опструирала већина руских футуриста, који нису тврдили да му ништа дугују.

## Биоскоп
Руска футуристичка кинематографија односи се на стваралаштво футуристичког покрета у совјетској кинематографији. Руски футуристички филм био је под дубоким утицајем филмова италијанског футуризма (1916—1919) од којих је већина данас изгубљена. Неки од филмских редитеља идентификованих као део овог покрета су Лев Куљешов, Дзига Вертов, Сергеј Ајзенштајн, Всеволод Пудовкин и Александар Довженко. Филм Сергеја Ајзенштајна Штрајк Олга Булгаков је видела као „модерни футуристички уметност пар екцеланс“. Булгакова је теоретизовала како камера може променити нечију перцепцију стварности и како може учинити да изгледа да се време убрзава или успорава током филма.

## Књижевност
За разлику од Маринетијевог круга, руски футуризам се пре свега манифестовао кроз књижевност а не филозофију. Иако су се многи песници (Мајаковски, Бурљук) бавили сликарством, њихова област интересовања је првенствено била књижевност. Међутим, афирмисани уметници као што су Михаил Ларионов, Наталија Гончарова и Казимир Малевич нашли су инспирацију у освежавајућим сликама футуристичких песама и сами експериментисали са версификацијом. Песници и сликари сарађивали су на иновативним представама као што је футуристичка опера Победа над сунцем, са музиком Михаила Матјушина, текстовима Кручених и сценографијама које је допринео Малевич.
Припадници Хилеје су разрадили доктрину кубо-футуризма. Они су нашли значај у облику слова, у распореду текста око странице, у детаљима типографије. Сматрали су да нема суштинске разлике између речи и материјалних ствари, па песник треба да ређа речи у својим песмама као што уметник слаже боје и линије на свом платну. Граматика, синтакса и логика су често били одбачени; уведени су многи неологизми и профане речи; ономатопеја је проглашена за универзалну фактуру стиха. Хлебников је, посебно, развио „некохерентну и анархичну мешавину речи лишених значења и коришћених само за њихов звук“, познату као заум.

## Политика
Поједини футуристи нису били равнодушни према политици. Нарочито су песме Мајаковског својим лирским сензибилитетом привукле широк круг читалаца. Он се жестоко противио бесмисленом умирању током Првог светског рата и поздравио је руску револуцију као крај једног начина живкота који су он и други футуристи ревносно исмевали. Иако никада није био члан Руске комунистичке партије (РКП(б)), био је активан почетком 1919. године у покушају да успостави Комфут као организацију која промовише футуризам.

## Крај покрета
Након што су бољшевици освојили власт, група Мајаковског — под покровитељством Анатолија Луначарског, бољшевичког комесара за образовање — тежила је да доминира совјетском културом. Њихов утицај је био најважнији током првих година након револуције, све док њихов програм – односно недостатак – није био подвргнут оштрој критици власти. У време када је ОБЕРИУ покушао да оживи неке од футуристичких начела током касних 1920-их, футуристички покрет у Русији је већ био окончан. Најмилитантнији футуристички песници су или умрли (Хлебников, Мајаковски) или су радије прилагодили свој индивидуални стил конвенционалнијим захтевима и трендовима (Асејев, Пастернак). Пад футуризма се такође може видети у Русији када је Алексеј Кручених покушао да објави Петнаест година руског футуризма 1912-1927 током 1928. године а Комунистичка партија му је јасно ставила до знања да не желе никакав футуристички утицај у совјетској књижевности. Ово је означило нагли пад  футуризма као књижевног покрета.